# Сибо

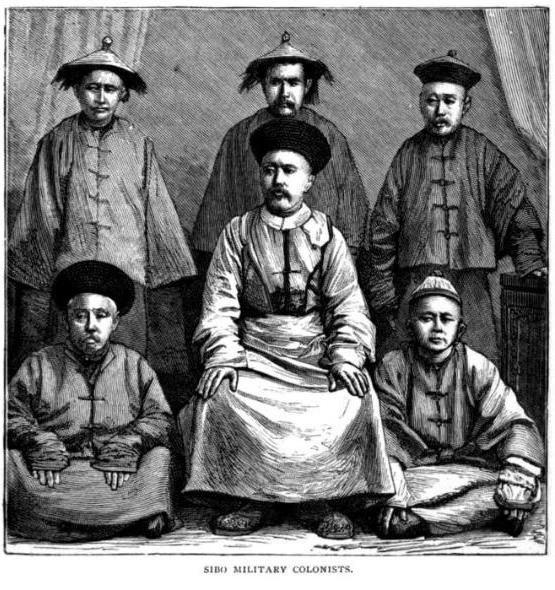
Военные поселенцы сибо. Рисунок сделан Генри Лансделлом во время посещения нынешнего Чапчал-сибойского автономного уезда в 1882 г.

Сибо (самоназвание: Сибинский диалект. ᠰᡞᠪᡝ Sibe (сибэ), а также сибо, сибо маньчжу; кит. упр. 锡伯族, пиньинь Xíbó Zú; в русской литературе встречается также название сибинцы) — тунгусо-маньчжурский народ в Китае, входит в 56 официально признанных национальных меньшинств страны.
Большая часть сибо проживает в Ляонине, но на северо-западе Синьцзян-Уйгурского автономного района сибо лучше всего сохранили свой язык. Также проживают в провинции Гирин (Цзилинь).
По происхождению и культуре сибо близки маньчжурам. Язык — сибинский диалект маньчжурского языка, письменность — маньчжурская. Религия сибо — шаманство. Основное занятие — земледелие, подсобные — животноводство, рыболовство. Традиционное жилище — каркасно-столбовое с тёплой лежанкой кан.
В Синьцзяне центром расселения сибо является Чапчал-Сибоский автономный уезд, входящий в состав Или-Казахского автономного округа. Уезд расположен на южном берегу реки Или к югу от Кульджи, на границе с Алматинской областью Казахстана. Сибо были переселены в Илийский край из Маньчжурии в 1764 году для усмирения чахаров и укрепления границ Цинской империи. Там, в сравнительной изоляции, они смогли сохранить свой язык гораздо лучше, чем сами маньчжуры.
В настоящее время в уезде ведутся телепередачи на сибинском языке несколько раз в месяц; два раза в неделю выходит газета Чапчал серкин («Чапчальские новости») — единственная в мире газета на сибинском, и вообще на маньчжурском языке.

## Динамика численности сибо (по данным всекитайских переписей населения)
- 1953 год — 19,02 тыс. чел.[1]
- 1964 год — 33,43 тыс. чел.[1]
- 1982 год — 83,86 тыс. чел.[1]
- 1990 год — 172,93 тыс. чел.[1]
- 2000 год — 188,82 тыс. чел.[1]
- 2010 год — 190,48 тыс. чел.[1]

В провинции Ляонин — (2000) 132 615 человек